# Паппас, Айк
Айк Па́ппас (англ. Ike Pappas, имя при рождении — И́карос Не́стор Пападимитри́у (англ. Icarus Nestor Papademetriou); 16 апреля 1933, Флашинг, Куинс, Нью-Йорк, США — 31 августа 2008, Арлингтон, Виргиния, США) — американский репортёр, корреспондент телеканала CBS News (1964—1987). Был среди непосредственных свидетелей убийства Ли Харви Освальда в 1963 году, и запечатлён на известной фотографии этого события. Освещал войну во Вьетнаме, Шестидневную войну, государственные перевороты в Греции, Боливии и Чили, убийство Мартина Лютера Кинга-младшего, расстрел в Кентском университете и др. Часто появлялся в вечерних новостях с Уолтером Кронкайтом, а позднее — с Дэном Разером. Член Национального пресс-клуба (1975—2008). Активно поддерживал Демократическую партию. Являлся членом Ордена святого апостола Андрея (архонт Вселенского Патриархата). Лауреат Почётной медали острова Эллис (2000).

## Биография
Родился в семье греческих иммигрантов. Его родители владели гастрономом.
Окончил Университет Лонг-Айленда.
В 1954—1956 годах служил в Армии США. Сначала проходил службу в Германии, в первое время в качестве водителя грузовика. Позднее был направлен в газету «Stars and Stripes».
В начале профессиональной карьеры писал статьи в журналах, позднее стал сотрудником информационного агентства «United Press International».
С 1958 года работал на нью-йоркской радиостанции WNEW.

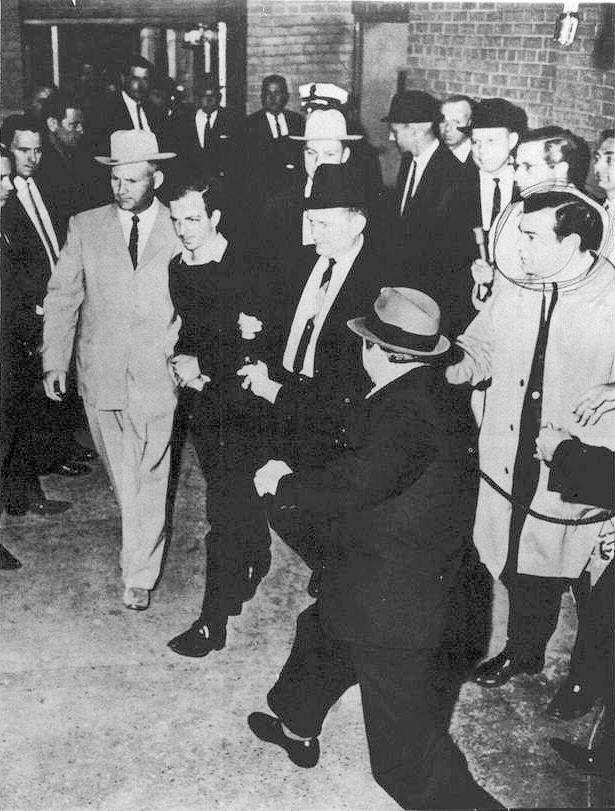
Момент убийства Ли Харви Освальда, свидетелем которого был Айк Паппас (крайний справа, в плаще светлого цвета, выделен).

24 ноября 1963 года, через два дня после убийства президента США Джона Ф. Кеннеди, Паппас стал одним из свидетелей убийства Ли Харви Освальда в Далласе (Техас). Утром этого дня он был среди репортёров, освещавших в прямом эфире перевод Освальда в окружную тюрьму Далласа. Паппас начал свой репортаж с появления Освальда:
Сейчас заключённого, одетого в чёрный свитер, вместо футболки, ведут к бронированному автомобилю. Его ведёт капитан Фриц. [слышен звуковой сигнал автомобиля]. Вот он заключённый. [Паппас протягивает свой микрофон к Освальду]. Вам есть что сказать в свою защиту?
Едва Паппас задал свой вопрос, из толпы репортёров выскочил Джек Руби с пистолетом, направился в сторону Освальда и произвёл один выстрел ему в живот. Паппас продолжил:
Произошёл выстрел! В Освальда стреляли! В Освальда стреляли! Раздался выстрел. Здесь всеобщая неразбериха, заперли все двери. Боже правый!
Позднее Паппас давал свидетельские показания в суде над Руби.
В 1964 году присоединился к CBS Radio News. С 1967 года — корреспондент в Чикаго (Иллинойс), в 1975—1982 годах — в Пентагоне, с 1985 года — в Конгрессе США.
В мае 1970 года вместе со съёмочной группой CBS News находился в Кентском университете, где во время антивоенного протеста Национальная гвардия Огайо расстреляла четырёх студентов. В этом же году, освещая гражданскую войну в Иордании, вместе с несколькими другими журналистами был задержан и содержался в гостинице.
В 1987 году Паппас был самым известным из 215 уволенных с канала CBS News сотрудников, попавших под сокращение персонала. В этом же году основал собственную телевизионную компанию «Papas Network Productions» (или «Ike Inc.»).
Член-основатель греко-американского некоммерческого образовательного фонда «The Next Generation Initiative».
Снялся в нескольких фильмах, включая комедию «Луна над Парадором» (1988) и триллер «Доставить по назначению» (1989).
В документальном фильме «The Greek Americans» (1998) одним из героев является Айк Паппас.
Последние годы жизни проживал в Маклейне (Виргиния). Умер в Арлингтоне от острой сердечной недостаточности в возрасте 75 лет.

## Личная жизнь
С 1963 года был женат на Кэролин Хоффман-Паппас. Пара имела дочь Сару и сыновей Теодора и Александра (Алекса).
Его сын Алекс Паппас является кинорежиссёром, женат на телеведущей Сибиле Варгас.
Был прихожанином греческой православной церкви.